# Papirus Oxyrhynchus 26
Papirus Oxyrhynchus 26 oznaczany jako P.Oxy.I 26 – rękopis zawierający fragment dzieła „Prooimia Demegorica” (26-29) Demostenesa napisany w języku greckim. Papirus ten został odkryty przez Bernarda Grenfella i Arthura Hunta w 1897 roku w Oksyrynchos. Fragment jest datowany na II wiek n.e. Przechowywany jest w Department of Manuscripts Biblioteki Brytyjskiej (744). Tekst został opublikowany przez Grenfella i Hunta w 1898 roku.
Manuskrypt został napisany na papirusie w formie zwoju. Rozmiary zachowanego fragmentu wynoszą 11,5 na 52,6 cm. Tekst jest napisany średniej wielkości uncjałą. Zdarzają się w nim pauzy i znaki oraz występuje kilka korekt dodanych w okresie późniejszym pisanych półuncjałą. Grenfell i Hunt kolacjonowali tekst rękopisu na podstawie edycji Dindorf-Blass (1885). 